# Корин (Германия)
Корин (нем. Chorin) — община в Германии, районный центр, расположен в земле Бранденбург.
Входит в состав района Барним. Подчиняется управлению Бриц-Корин. Население составляет 2381 человек (на 31 декабря 2010 года). Занимает площадь 121,62 км².
Коммуна подразделяется на 7 сельских округов.

## Население
| Год  | Численность | Численность |
| ---- | ----------- | ----------- |
| 2017 | 2318        | [ 1 ] [ 2 ] |
| 2019 | 2339        | [ 5 ]       |
| 2021 | 2340        | [ 6 ]       |
| 2022 | 2342        | [ 7 ]       |
| 2023 | 2309        | [ 3 ]       |